# Кожминьский, Ежи
Ежи Кожминьский (пол. Jerzy Koźmiński) (род. 20 апреля 1953, Тарнув или Tarnów) — польский дипломат, посол в Вашингтоне в 1994—2000 годах. В 1993—1994 годах государственный секретарь в Министерстве иностранных дел Польши.

## Биография
Окончил факультет заграничной торговли в Высшей школе планирования и статистики, где и остался работать. В 1989 году перешёл на работу в Управление Совета Министров. Занимал должности генерального директора управления и государственного подсекретаря (заместителя министра) в этом управлении. Сотрудничал с Лешеком Бальцеровичем, занимаясь организацией работы группы, работавшей над пакетом хозяйственно-административной реформы. Был организатором группы советников при премьер-министре Ханне Сухоцкой. С 1993 по 1994 год был государственным секретарём (первым заместителем министра) в Министерстве иностранных дел Польши.
В 1994—2000 годах посол Польши в Соединённых Штатах. На этом посту вёл координацию работ и переговоров о присоединении Польши к блоку НАТО, которое и состоялось в 1999 году.
С 2000 года председатель правления Польско-Американского фонда Свободы, занимающегося развитием демократического общества и рыночной экономики в Польше. Входил в состав программного комитета Конгресса польской культуры 2009 года. В 2010 году был избран вице-президентом совета Польского института международных отношений, затем остался членом совета.
Муж общественной деятельницы и организатора акции «Вся Польша читает детям», Ирены Кожминьской.

## Награды
- Командор Командорского креста со звездой ордена Возрождения Польши (2000)[5]
- Командор ордена Великого князя Литовского Гядиминаса (Литва, 2002)
- Памятный знак за личный вклад в развитие трансатлантических отношений Литвы и по случаю приглашения Литовской Республики в НАТО (12 февраля 2003 года, Литва)[6].
- Награда Яна Новака-Езиораньского (2011)[7]
- Награда имени Анджея Бончковского
- Медаль Фонда Косцюшко